# Juan Manuel Asensi
Juan Manuel Asensi Ripoll (Alicante, 23 de setembro de 1949) é um ex-futebolista espanhol.

## Carreira
Juan Manuel Asensi fez parte do elenco da Seleção Espanhola de Futebol da Copa do Mundo de 1978 e da Euro 1980.

## Títulos
Barcelona
- La Liga: 1973–74
- Copa del Rey: 1970–71, 1977–78, 1980–81
- UEFA Cup Winners' Cup: 1978–79
- Inter-Cities Fairs Cup: 1971